# Čret Bisaški
Čret Bisaški is een plaats in de gemeente Breznica in de Kroatische provincie Varaždin. De plaats telt 24 inwoners (2001).